# 안나 치체로바
안나 블라디미로브나 치체로바(러시아어: А́нна Влади́мировна Чи́черова, 1982년 7월 22일~)는 러시아의 전직 육상 선수로 주 종목은 높이뛰기이다. 2012년 하계 올림픽과 2011년 세계 육상 선수권 대회에서 금메달을 획득했고 2007년, 2009년, 2013년 세계 육상 선수권 대회에서 은메달, 2008년 하계 올림픽과 2015년 세계 육상 선수권 대회에서 동메달을 획득하였으나, 2016년에 당시 채집된 샘플에서 도핑 테스트에 금지 약물이 발견되어 2008년 하계 올림픽 동메달과 2009년 세계 선수권 대회 은메달이 박탈되었다.

## 경력
치체로바는 1982년에 러시아 벨라야칼리트바에서 태어났다. 태어난지 1개월 만에 가족들과 함께 현재 아르메니아의 예레반으로 이주했으며 출생 증명서에는 출생지가 예레반으로 기재되어 일부 자료에서는 예레반으로 태어났다고 알려지기도 했다. 아버지인 블라디미르는 높이뛰기 선수 출신으로 7세 때 부터 아버지의 지도로 높이뛰기를 시작했다. 이후 소련이 해체될 때 다시 벨라야칼리트바로 돌아왔다. 다시 러시아로 돌아온 치체로바는 철도원으로 일하게 된 아버지 대신 알렉세이 본다렌코에게 높이뛰기 훈련을 받았다.
1999년 모스크바의 체육 아카데미에 입학했고 그 곳에서 알렉산드르 페티소프에게 훈련을 받았다. 같은 해 러시아 청소년 국가대표로 발탁되었고 그 해 7월 폴란드 비드고슈치에서 열린 1999년 유럽 유스 선수권 대회에 참가하여 우승했다. 이듬해인 2000년에는 세계 주니어 선수권 대회에서 4위를 했다.
이후 경기 기록이 오르지 않아 육상을 포기하려 했으나 2002년에 예브게니 자고룰코의 지도를 받기 시작하여 기록이 향상되기 시작했다. 2011년에는 29번째 생일에 러시아 육상 선수권 대회에서 2.07m를 기록하면서 러시아 여자 기록을 갱신했다. 같은 해 대구에서 열린 2011년 세계 육상 선수권 대회에서 강력한 경쟁자였던 블란카 블라시치를 꺾고 금메달을 획득하였다.
2012년 런던에서 열린 2012년 하계 올림픽에서 2.05m를 기록하여 금메달을 획득하였다. 모스크바에서 열린 2013년 세계 육상 선수권 대회에서는 3위를 하였다.

## 개인사
치체로바는 카자흐스탄의 육상 선수인 겐나디 체르노볼과 결혼했다. 2010년 9월에 아들 니콜라이가 태어났다. 